# 維多利亞鎮區 (內布拉斯加州卡斯特縣)
維多利亞鎮區（英語：Victoria Township）是位於美國內布拉斯加州卡斯特縣的一個行政鎮區。

## 地方資料
維多利亞鎮區的面積為419.02平方千米，當中陸地面積為418.88平方千米，而水域面積為0.14平方千米。根據2020年美國人口普查的數據，當地共有人口330人，而人口密度為每平方千米0.79人。